# Танкові змагання «Сильна Європа»

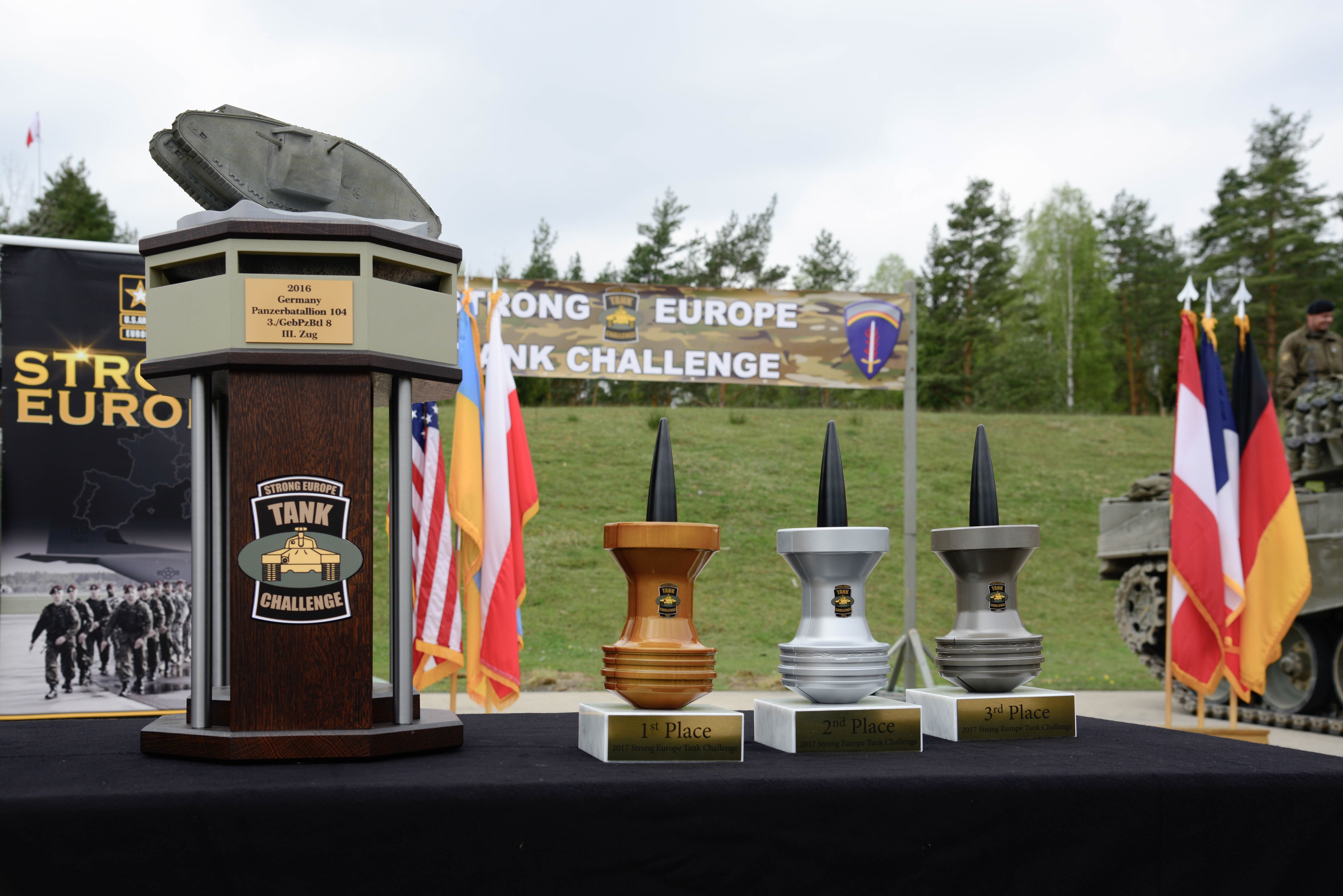
Трофеї змагань (2017 рік)

Танкові змагання «Сильна Європа» (англ. Strong Europe Tank Challenge, укр. Танковий виклик сильної Європи) — міжнародні змагання бронетанкових підрозділів армій країн-членів НАТО організовані спільними зусиллями Командування ЗС США в Європі та Командування Сухопутних військ ЗС ФРН. Змагання покликані зміцнити військове партнерство, дозволяють забезпечити відпрацювання взаємодії між учасниками змагань та сприяють активному обміну тактичними прийомами, усталеними методами і процедурами бойового застосування танкових підрозділів між військовиками країн НАТО і країн-партнерів.
Змагання 2016 року стали першими багатонаціональними змаганнями у навчальному центрі Командування підготовки 7 Армії США Графенвер (Німеччина)49°41′33″ пн. ш. 11°53′21″ сх. д. / 49.6925703° пн. ш. 11.8890405° сх. д..

## Змагання
Програма танкових змагань включає дві основні частини — бойові стрільби підрозділу як у наступі, так і в обороні, а також виконання вправ зі штатної стрілецької зброї — пістолетів. Окрім цих видів, військовикам також необхідно продемонструвати свою вправність у таких видах програми, як виклик вогневої підтримки, водіння бойових машин (танків), визначення відстані до цілі, ідентифікація (розпізнавання) цілі, тактична медицина та евакуація пораненого, дії при застосуванні противником зброї масового ураження, евакуація пошкодженого (підбитого) танка. Програма змагань передбачає й перевірку фізичних кондицій військовиків — подолання спеціалізованої смуги перешкод та спортивну естафету.
Всього до програми змагань включено такі вправи:
- Дії підрозділу та стрільба в наступі: оцінюється за двома основними показниками — влучність вогню та тактичні дії екіпажів бойових машин;
- Дії підрозділу та стрільба в обороні: учасники мають показати злагодженість взводу в обороні та знищувати цілі з «опорного пункту»;[4]
- Розпізнавання своїх та ворожих танків;
- Пошук та розпізнавання цілей: необхідно визначити кількість особового складу противника, його озброєння та техніку;[4]
- Стрільба особистою зброєю (пістолети): з трьох положень: лежачи, з коліна та стоячи. Вогнева вправа виконується у складі екіпажів та завершується стрільбою командира танку з башти бойової машини.
- Евакуація пошкодженої техніки;
- Дії в умовах застосування зброї масового ураження;
- Надання першої медичної допомоги пораненим побратимам та собі;
- Стрільба з танків на великі відстані;
- Подолання смуги перешкод на танках, або ж «Точне водіння бойових машин»: передбачає філігранне та швидкісне водіння танків на ділянці з перешкодами в режимі руху вперед та заднього ходу[5].

Програма змагань складена з метою перевірки найменших бронетанкових підрозділів країн-членів НАТО (взводів, чот) за умов, наближених до бойових. Взвод складається з 4 танків та 12-16 військових в залежності від розміру екіпажу машини.
Окрім суто спортивної складової, змагання покликані сприяти обміну досвідом та вишколу танкістів в рамках програми «Партнерство заради миру».

## Результати

### 2016 рік

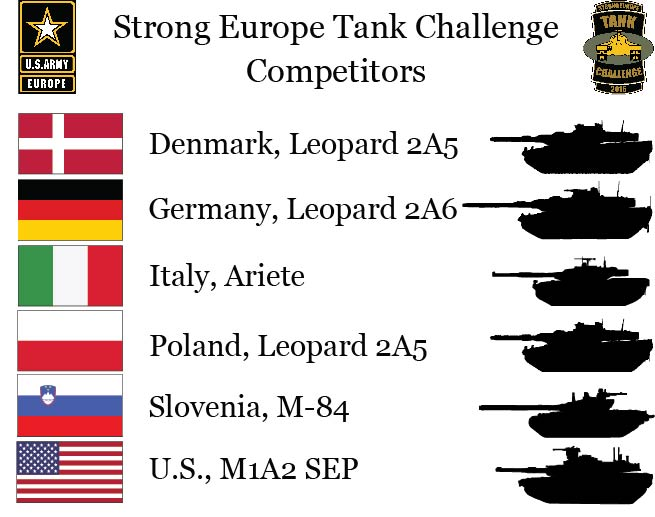
Танки учасників змагань

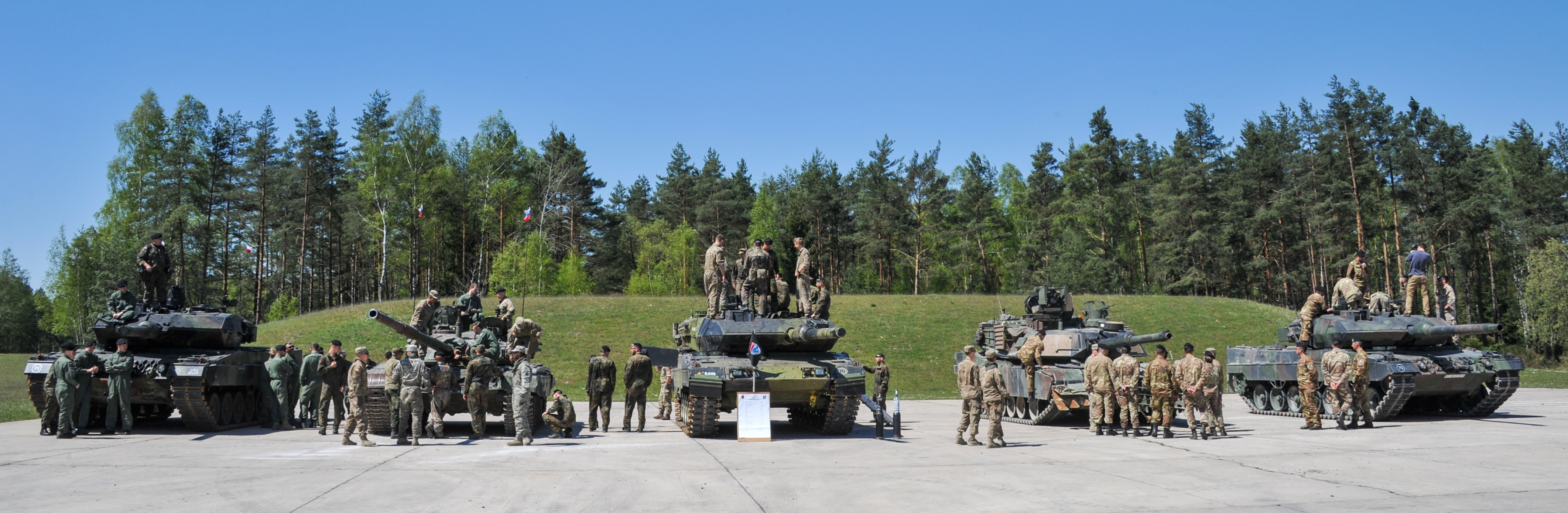
Танки та учасники змагань, 2016 рік

Змагання тривали з 10 по 12 травня 2016 року на полігоні Графенвер. У них брали участь:
- Польща: 1-й взвод, 1-ша рота, 1-й батальйон, 34-та бригада бронетанкової кавалерії, 11-та Любуська дивізія бронетанкової кавалерії на Leopard 2A5
- Данія: 1-й взвод, 1-ша рота, 1-й танковий батальйон на Leopard 2A5
- Словенія: «вовчий» взвод, 45-й центр плазунових бойових машин на M-84
- Німеччина: взвод C, 3-тя рота, 8-й гірсько-танковий батальйон, 12-ї танкової бригади на Leopard 2A6
- Італія: 1-й взвод, 2-га рота, 8-й батальйон, 132-й полк на C1 Ariete
- Сполучені Штати Америки: 1-й взвод, рота D та 3-й взвод, рота C зі складу 2-го батальйону, 7-го піхотного полку, 1-ша бригада, 3-тя піхотна дивізія на M1A2 Abrams

Взводи змагались у трьох дисциплінах за максимально можливі 1000 балів. Екіпажі виконували як наступальні, так і оборонні завдання за 350 балів.
Водіння та орієнтація на місцевості могла дати 300 балів, та складалась із шести завдань по 50 балів.
Церемонія нагородження відбулась 13 травня. Переможні місця вибороли:
1. Німеччина
2. Данія
3. Польща

### 2017 рік

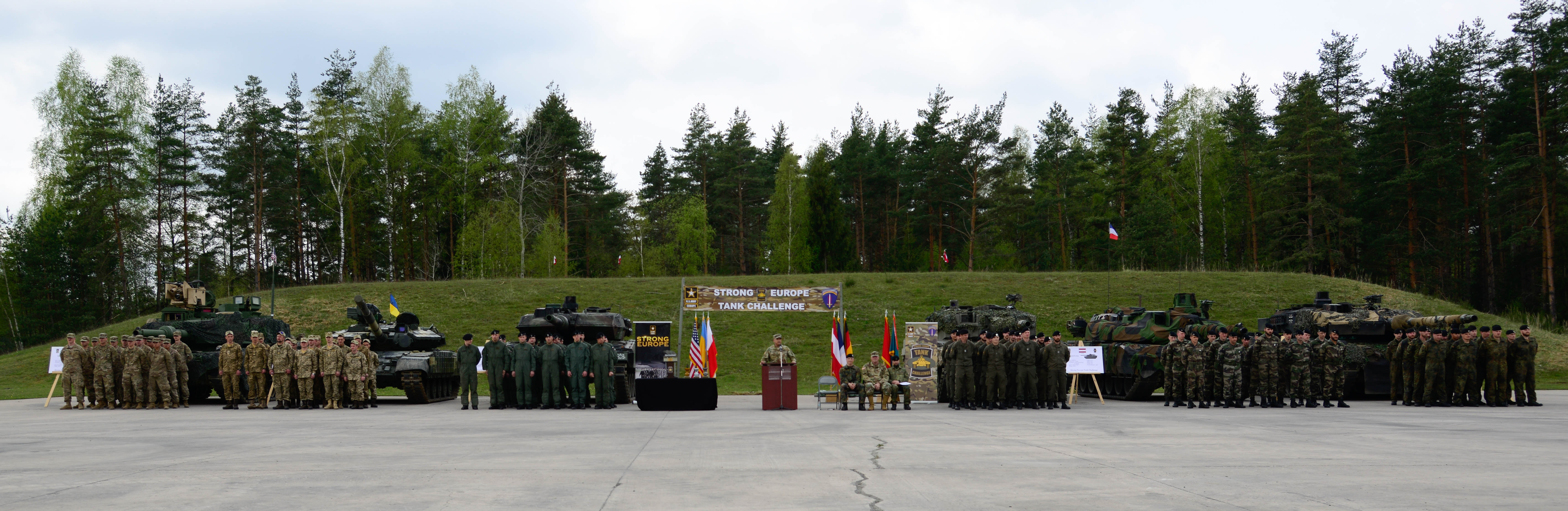
Церемонія відкриття змагань, 7 травня 2017 року

Змагання триватимуть 7 по 12 травня 2017 року на полігоні Графенвер. У них братимуть участь представники 4 країн-членів НАТО (США, ФРН, Франція та
Польща) а також двох країн-партнерів альянсу Австрії та України:
- Австрія: взвод був відібраний з добровольців зі складу 14-го бронетанкового батальйону (PzB 14, Вельс, Верхня Австрія) на Leopard 2A4 озброєні Pistole 80 та Sturmgewehr 77[3].
- Франція: на AMX Leclerc.
- Німеччина: на Leopard 2A6.
- Польща: взвод зі складу 34-ї бригади бронетанкової кавалерії, 11-ї Любуської дивізії на Leopard 2A5[8].
- Україна: була представлена танковим взводом 14 ОМБр капітана Романа Багаєва на модернізованих танках Т-64БВ та озброєна пістолетами «Форт». 2016 року саме цей підрозділ під час загальноармійських змагань серед танкових взводів виборов звання кращого танкового взводу українського війська. Українська команда виступала у складі танкового взводу за штатом, прийнятим в арміях країн-членів НАТО, — чотири основні танки і один запасний[2].
- Сполучені Штати Америки: взвод зі складу 3-ї протитанкової бригади, 4-ї піхотної дивізії на M1A2 SEP.

За ходом танкових змагань також стежили представники збройних сил Норвегії, Італії, Бельгії та Греції.
7 травня відбулась урочиста церемонія відкриття міжнародних танкових змагань «Сильна Європа». У відкритті змагань взяв участь чинний секретар Сухопутних військ США Роберт Спір. Він особисто привітав та поспілкувався з танковими екіпажами-учасниками змагань.
8 травня відбувся перший етап змагань, де українцям протистояли американські екіпажі на танках Abrams. Український взвод проводив наступальну операцію, а їх колеги з США відпрацьовували дії в обороні.
У четвертий день танкових змагань, 11 травня, до Графенвіра завітали представники керівного складу Збройних Сил країн-учасниць. Підтримати українську команду прибув начальник Генерального штабу — Головнокомандувач ЗС України генерал армії України Віктор Муженко. Приймав високоповажних гостей у статусі господаря Командувач Сухопутних військ ЗС США в Європі тризірковий генерал Бен Ходжес.
Того дня українська команда виконувала вправу «Точне водіння бойових машин». Попри солідну технічну перевагу іноземних танків над Т-64 за швидкістю заднього ходу, українці показали відмінний результат в маневруванні та витиснули максимум з технічних можливостей вітчизняної техніки. Також Віктор Муженко зазначив, що українська команда поки що програє у виконанні тактичних завдань відповідно до стандартів НАТО, але це можливо виправити.
Всього в програму змагань було включено 12 різних вправ, за які кожна команда могла набрати в сумі щонайбільше 1500 балів. Дії в наступі й в обороні могли принести по 500 балів кожна, решта вправ могли принести по 50 балів.
Переможцями змагань стали:
1. Австрія,
2. Німеччина,
3. США.

Україна посіла п'яте місце, програвши французам, що посіли четверте місце та випередивши поляків.
Галерея

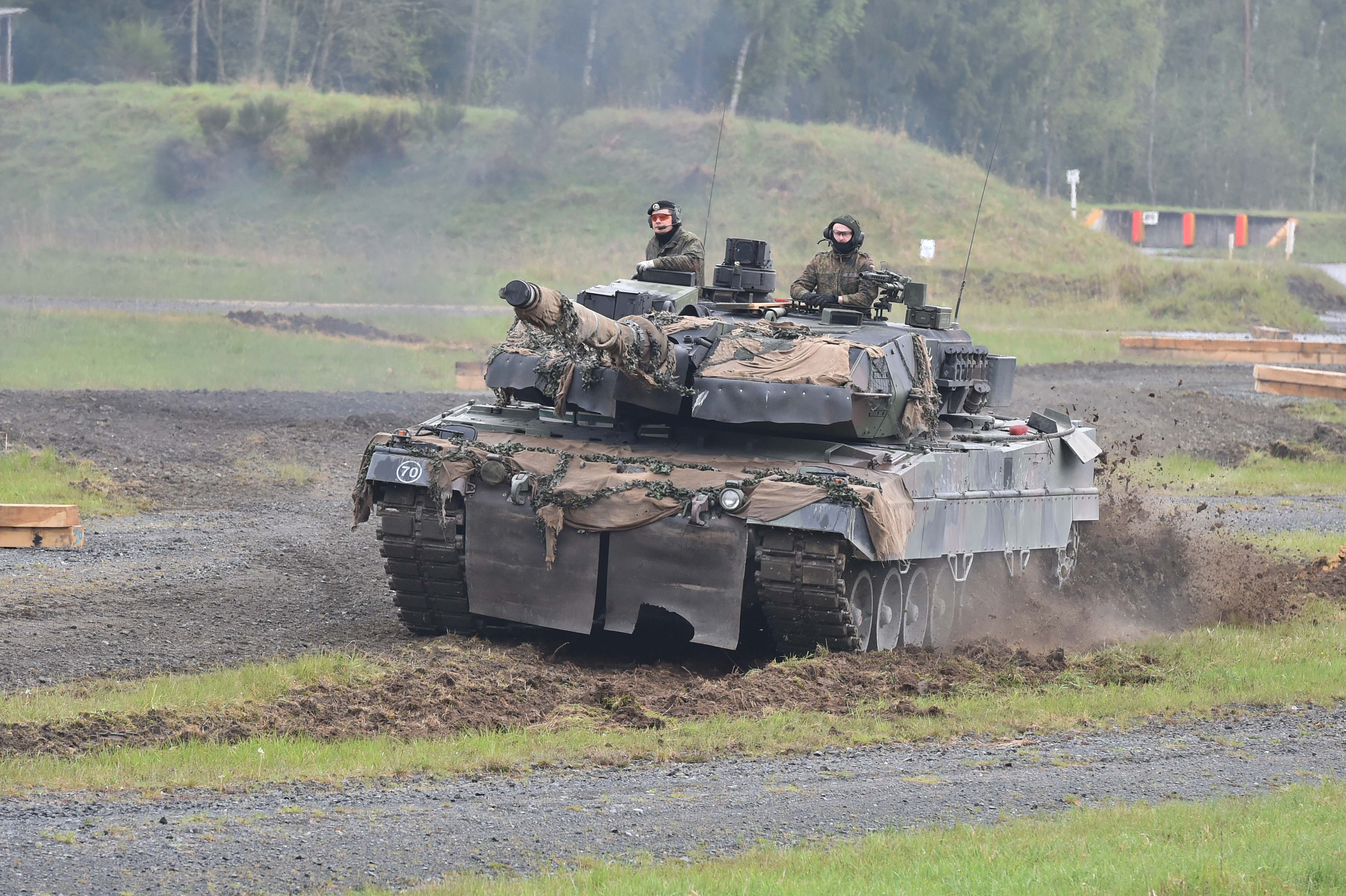
Німецька команда виконує вправу «Точне водіння бойових машин»
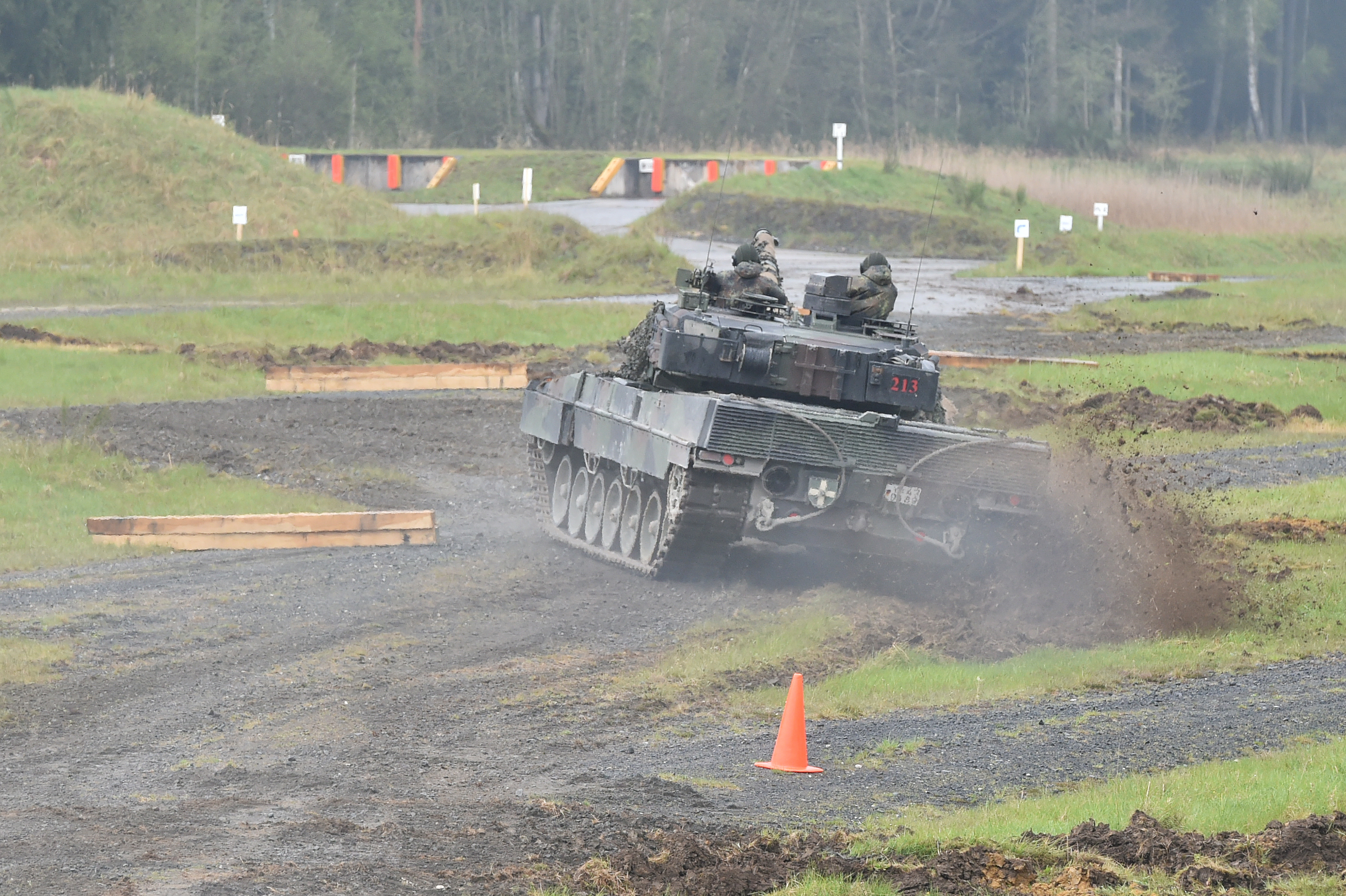
Німецька команда виконує вправу «Точне водіння бойових машин»
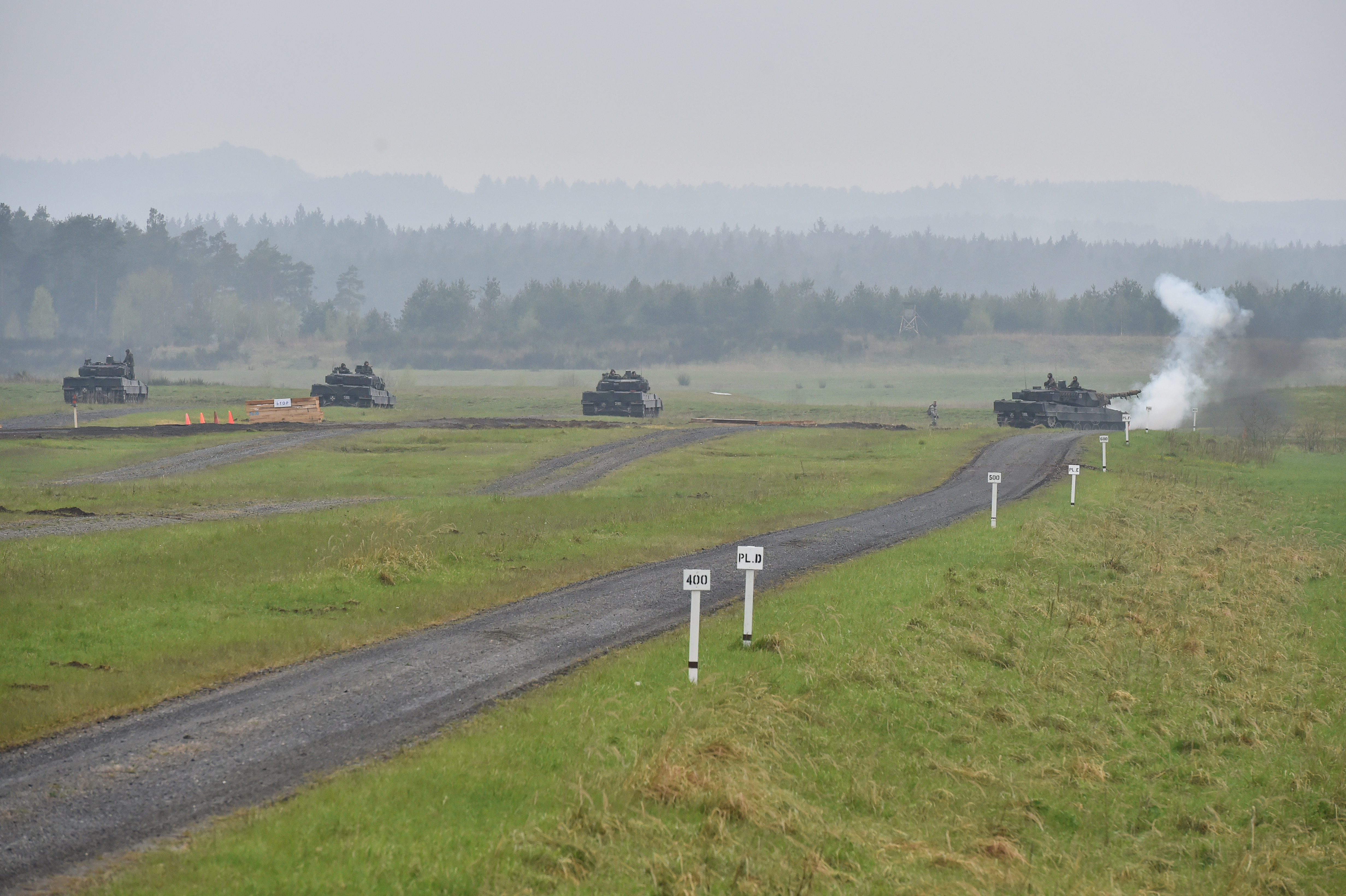
Німецька команда виконує вправу «Точне водіння бойових машин»
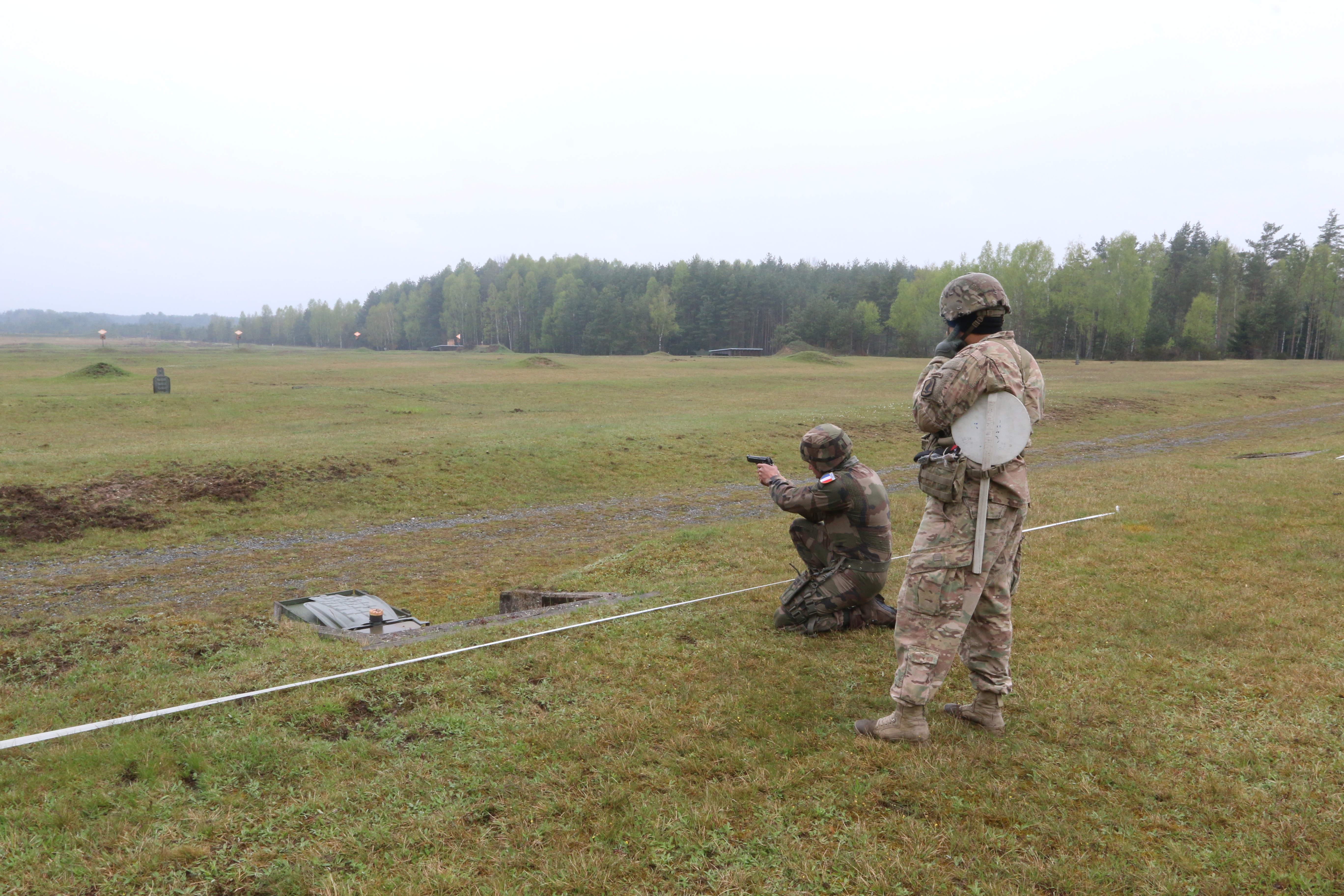
Французький танкіст виконує вогневу вправу з пістолетом
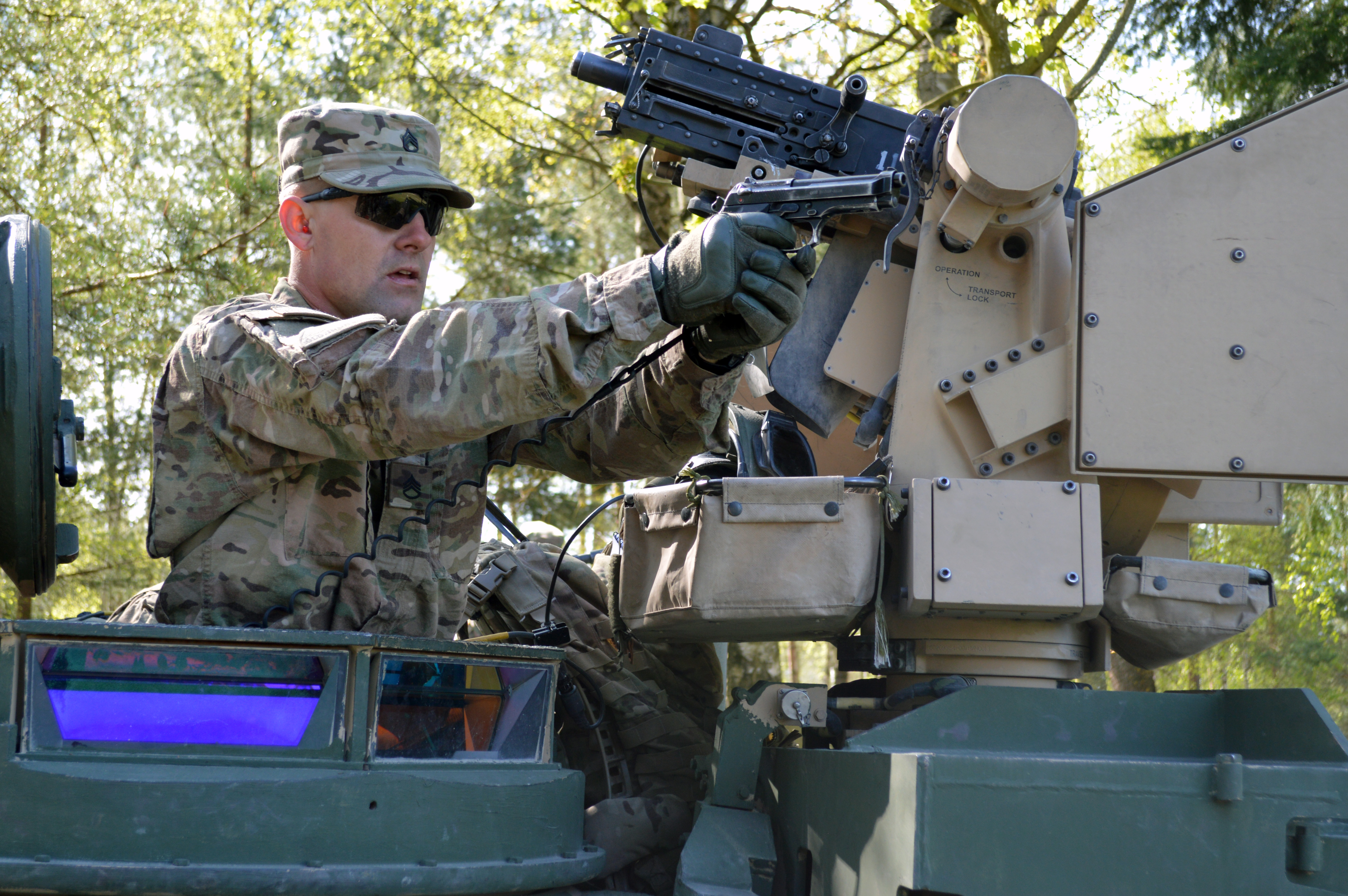
Командир танку з американської команди виконує вогневу вправу з пістолетом
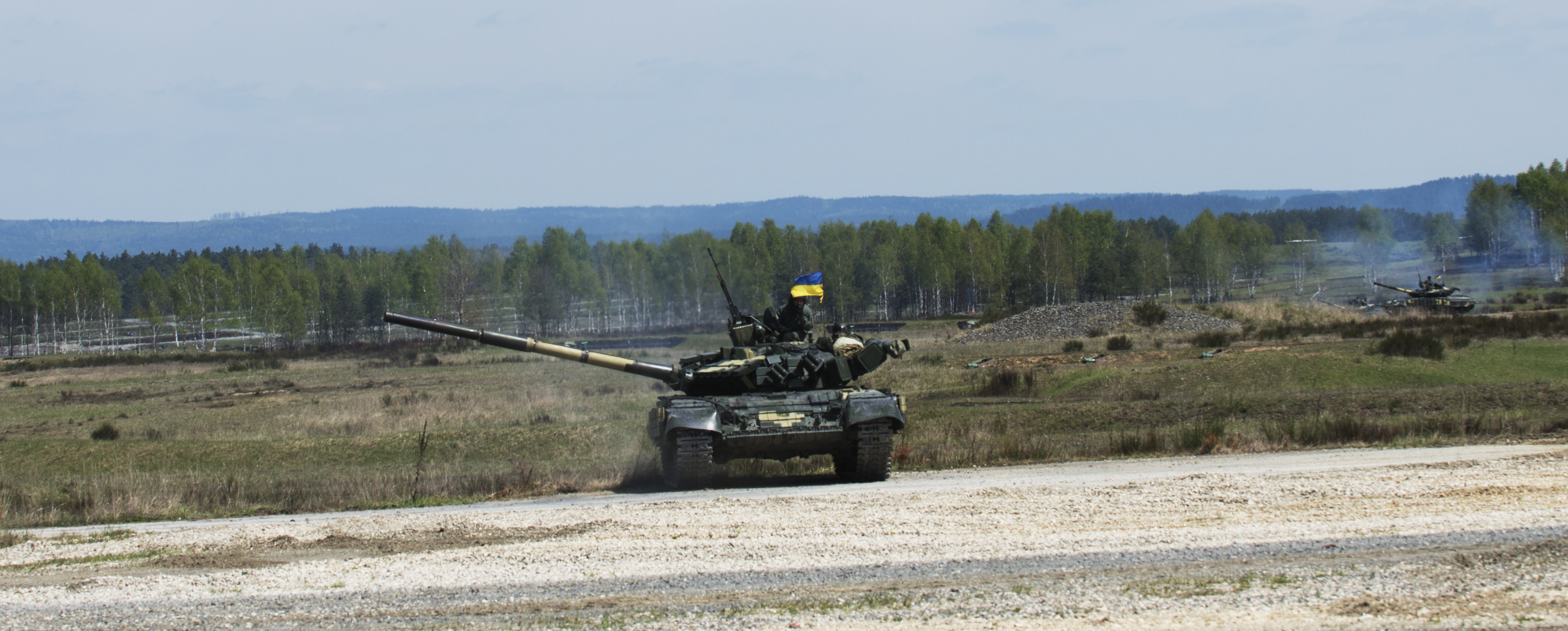
Українська команда тримає оборону
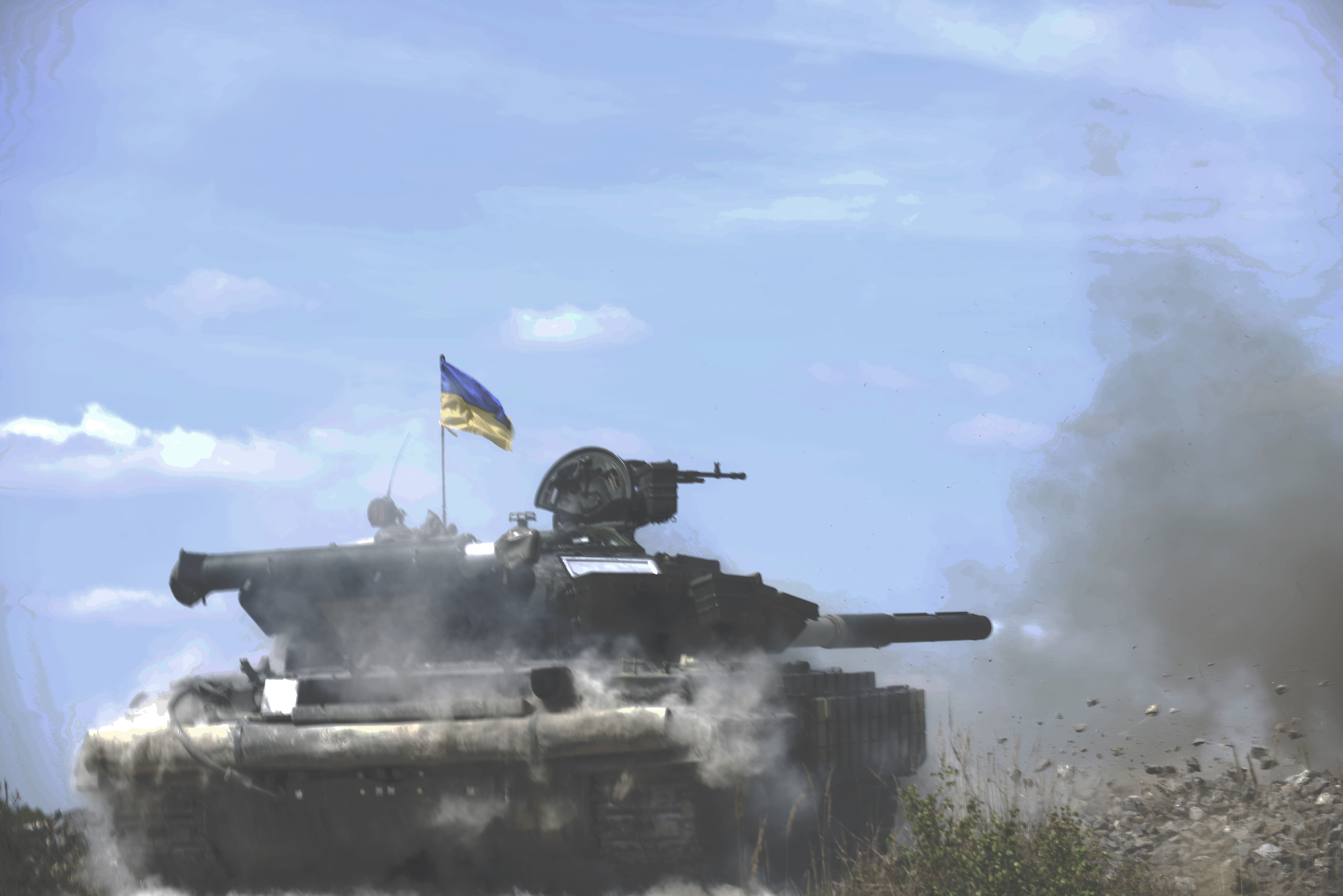
Українська команда тримає оборону
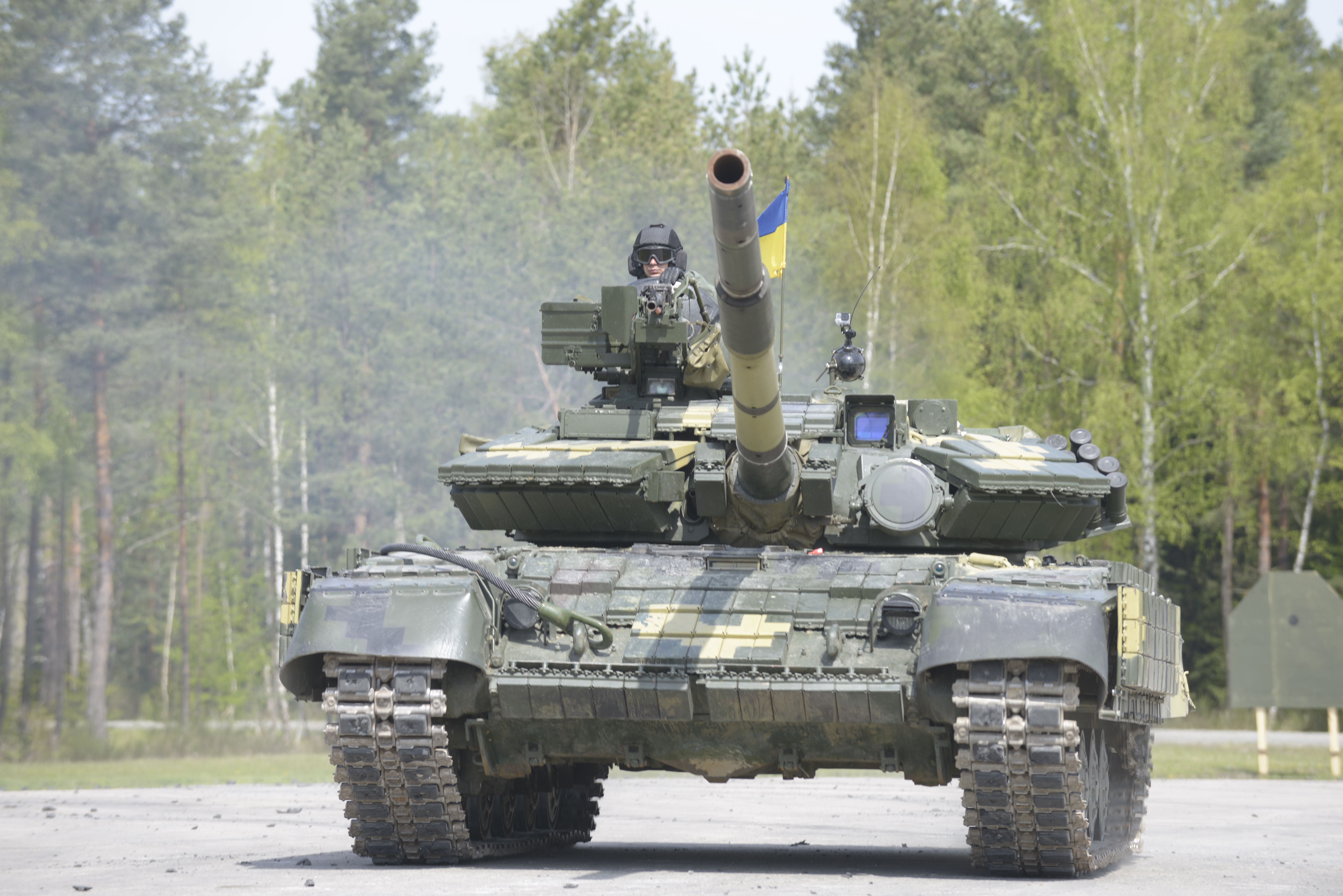
Українська команда тримає оборону
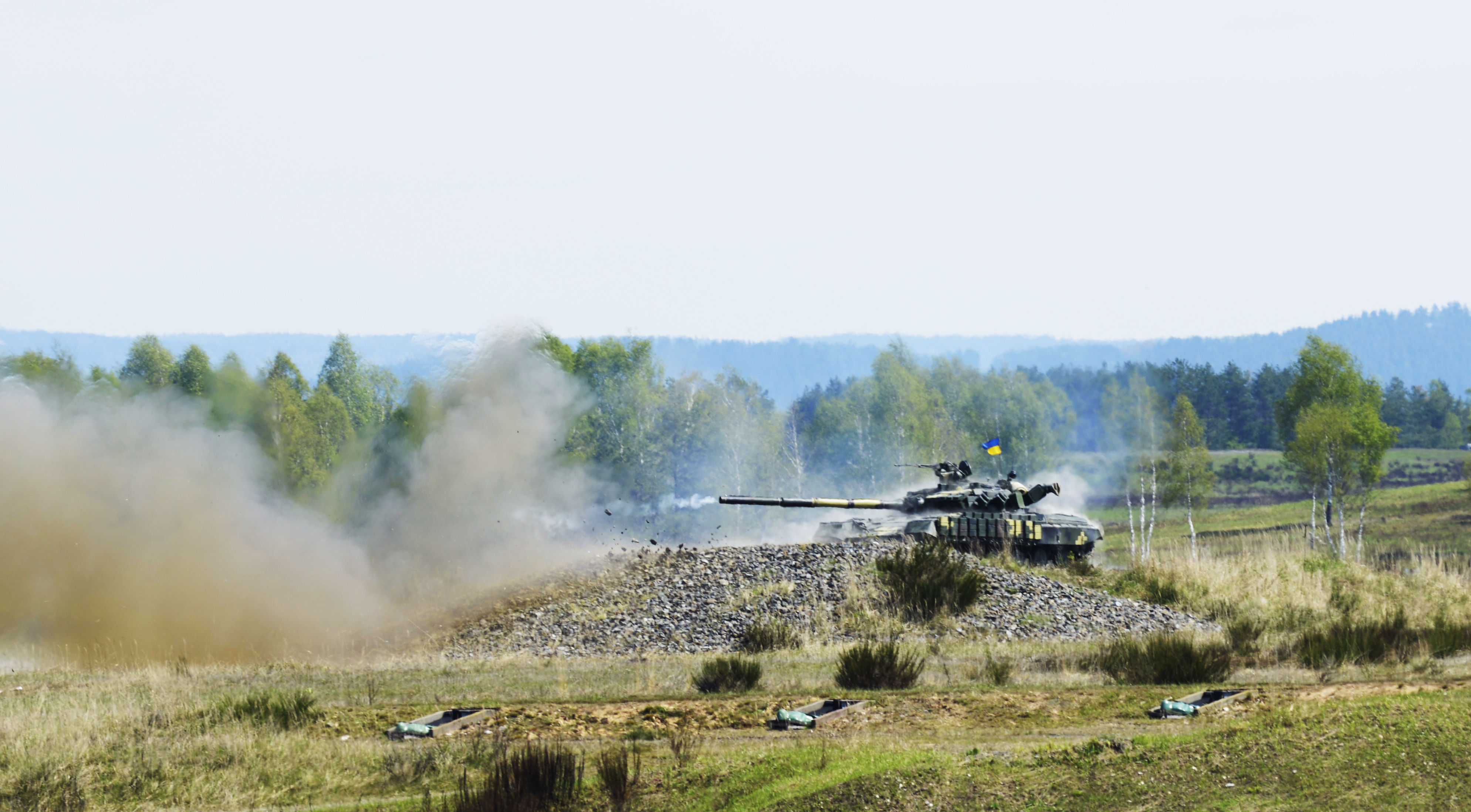
Українська команда тримає оборону
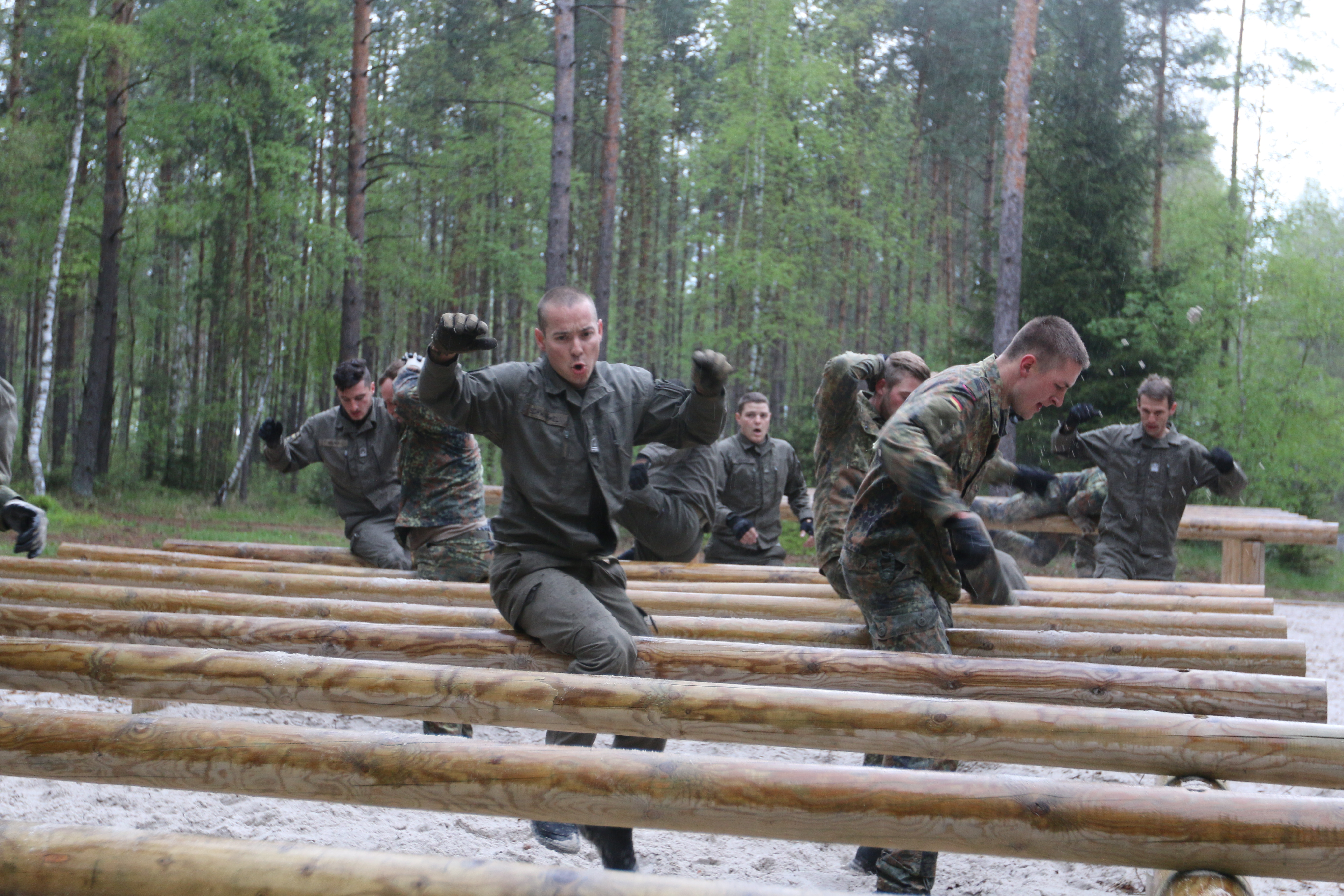
Німецькі та австрійські танкісти долають смугу перешкод
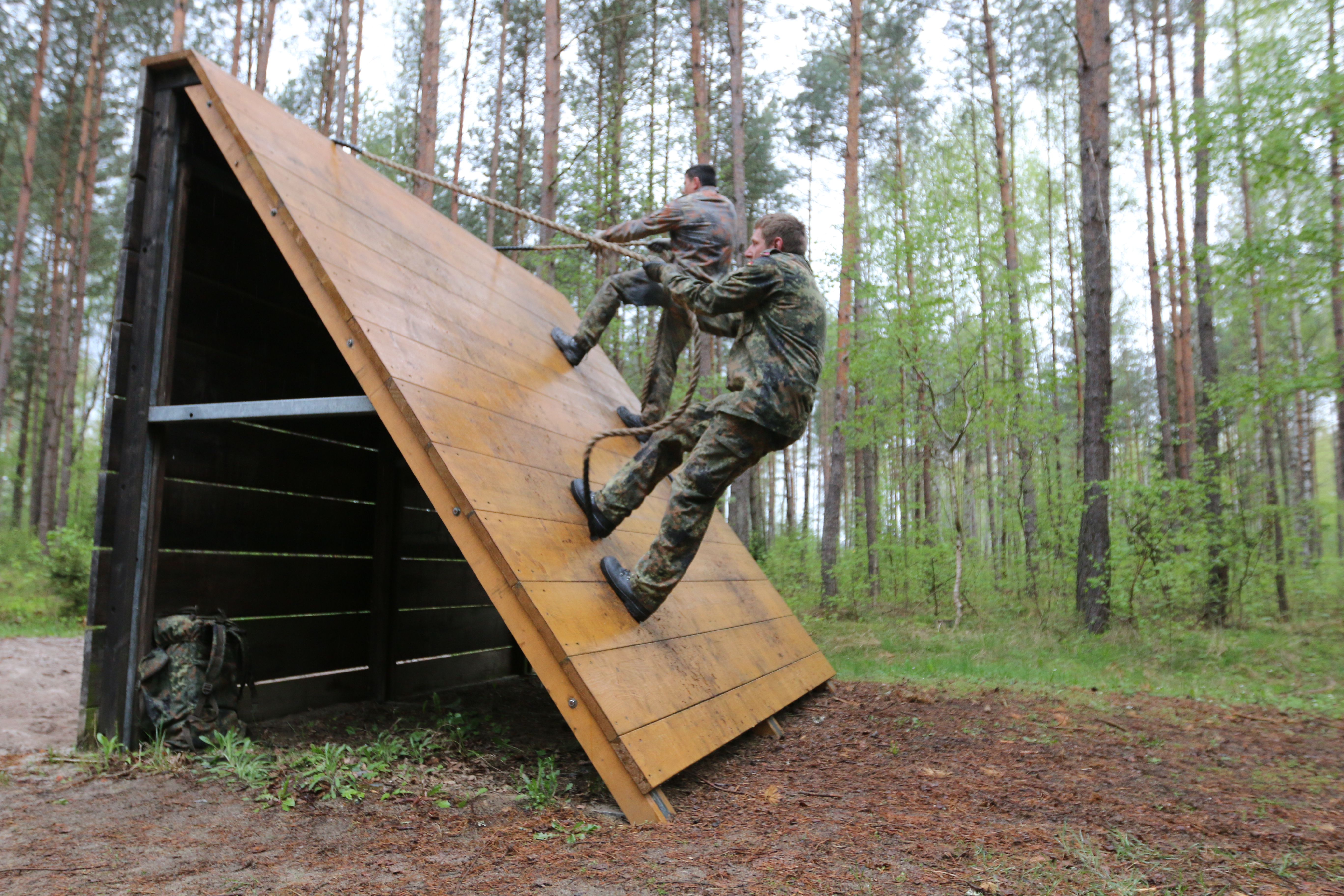
Німецькі танкісти долають смугу перешкод
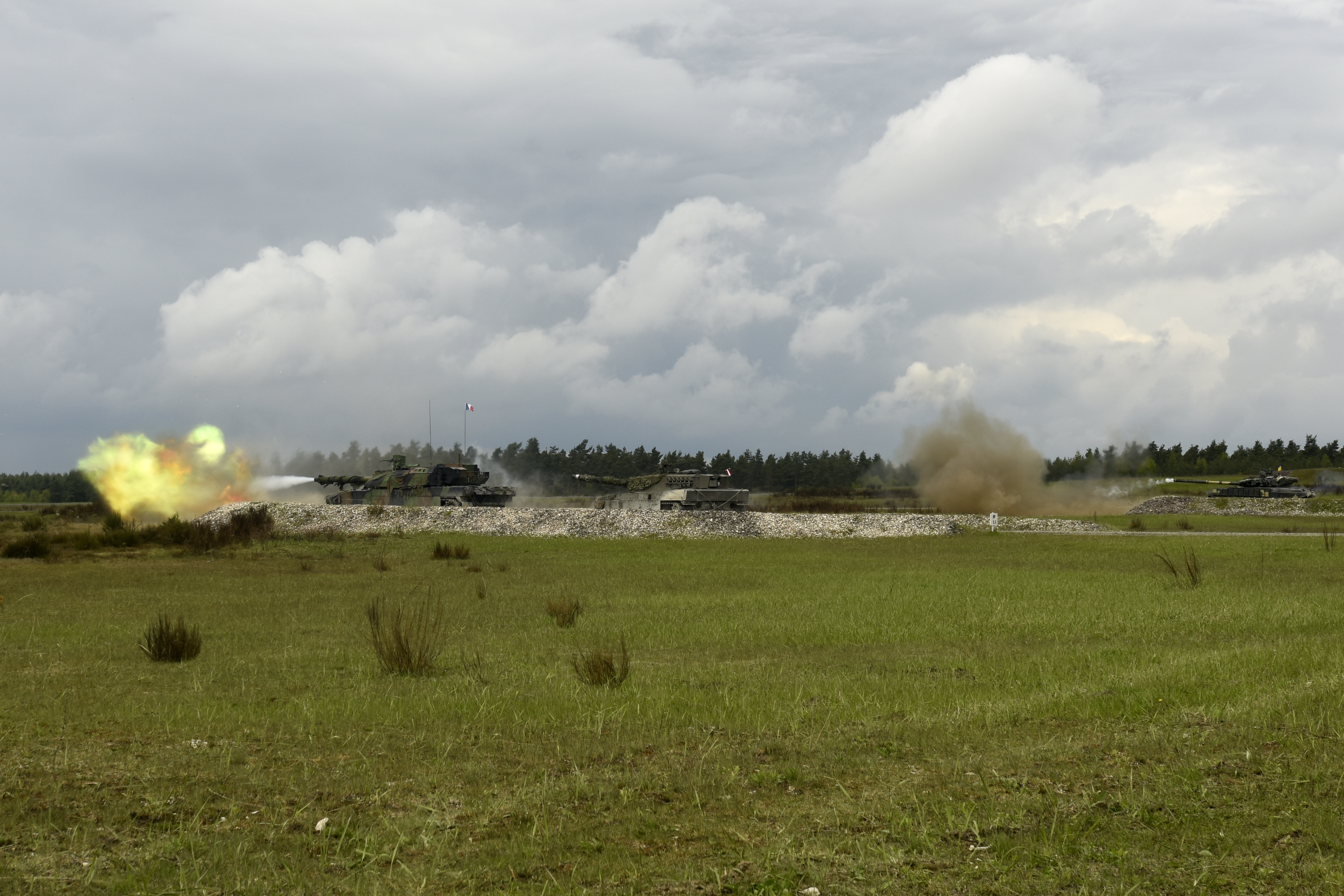
Стріляє французький Leclerc під час «дружніх стрільб»
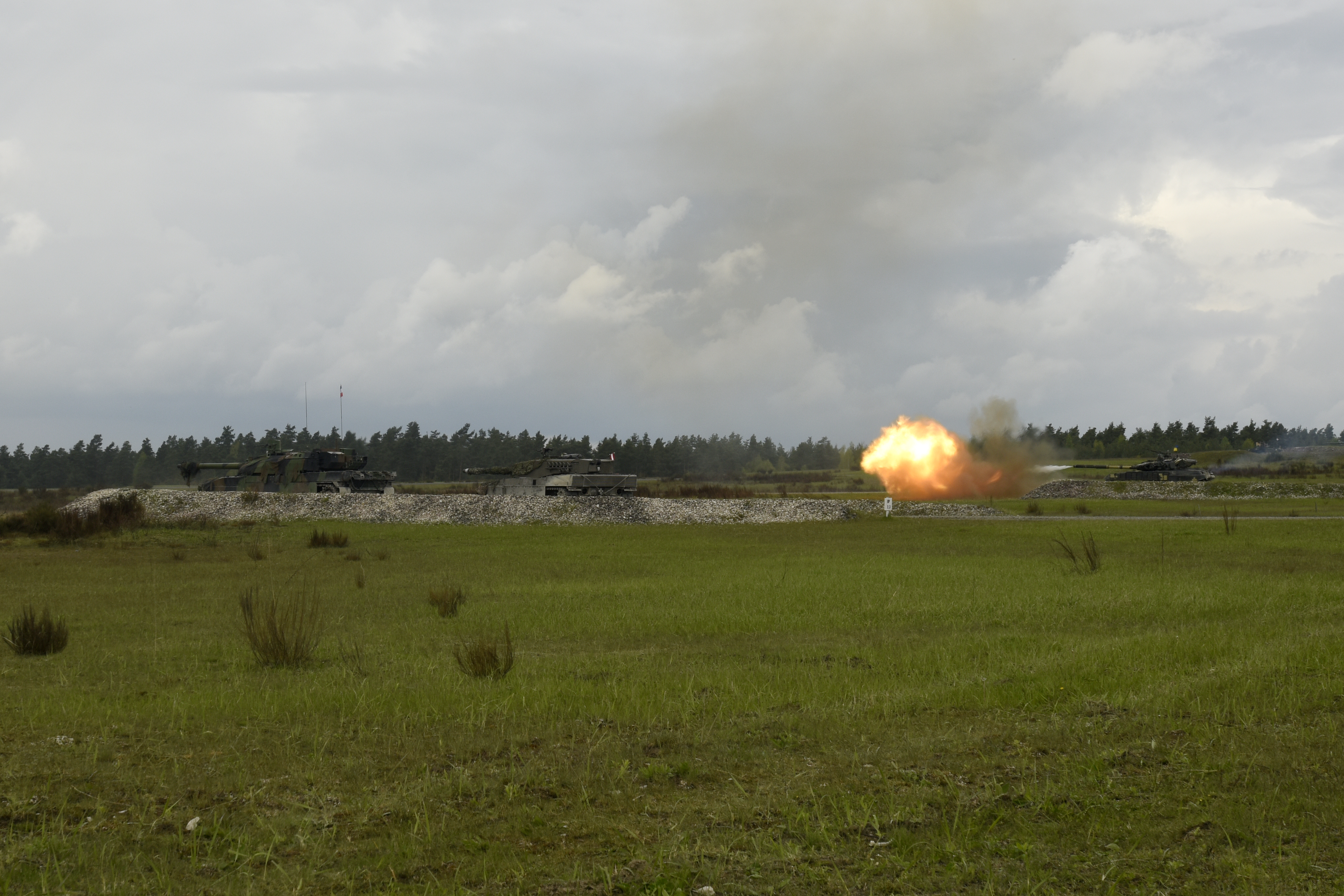
Стріляє український Т-64БВ під час «дружніх стрільб»
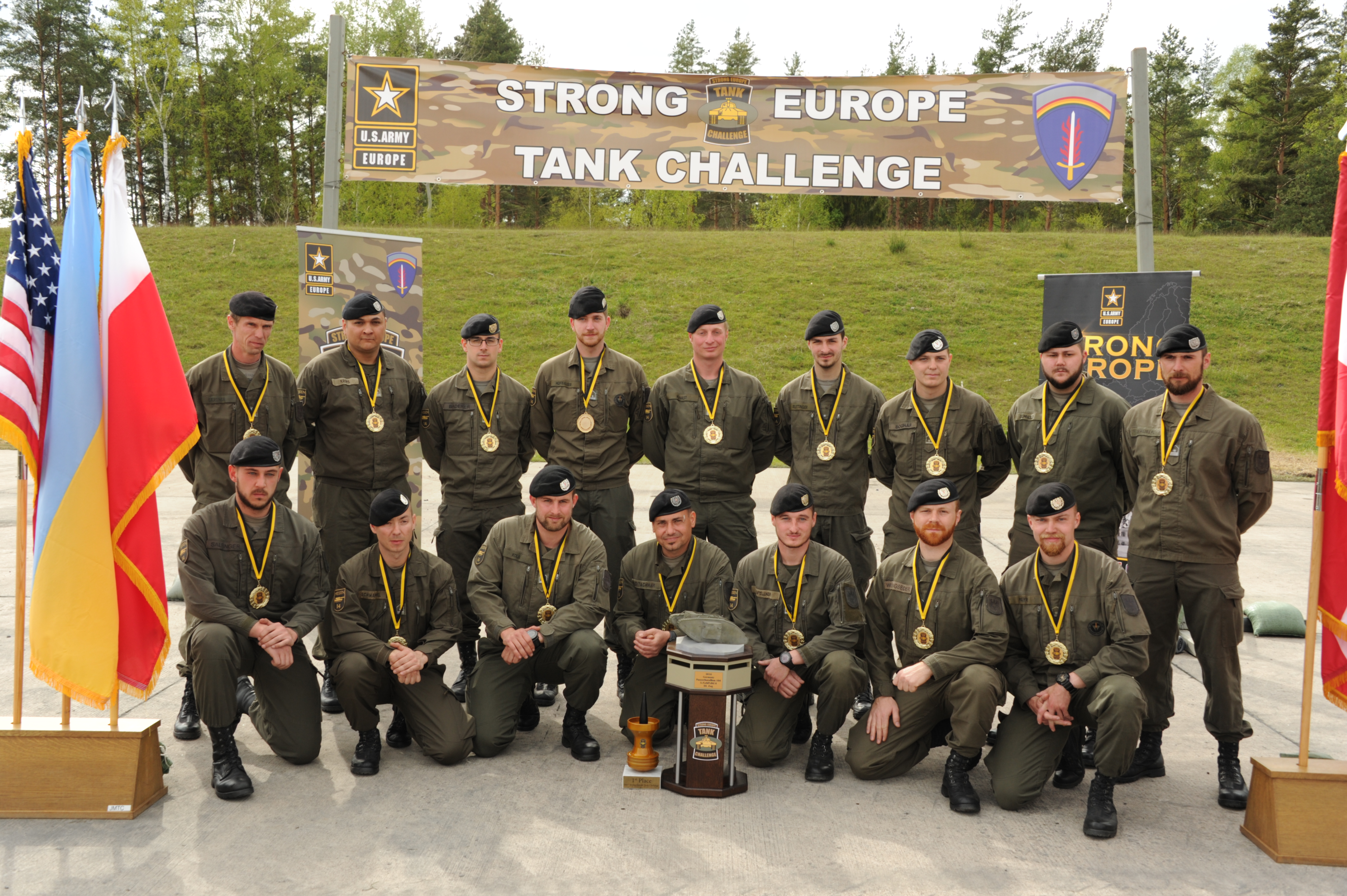
Команда Австрії — переможець змагань

### 2018 рік

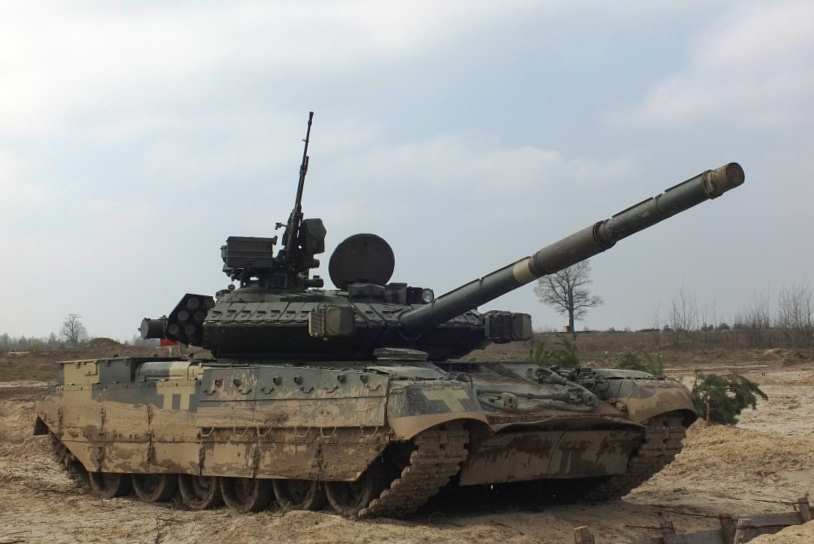
Т-84У «Оплот» української команди

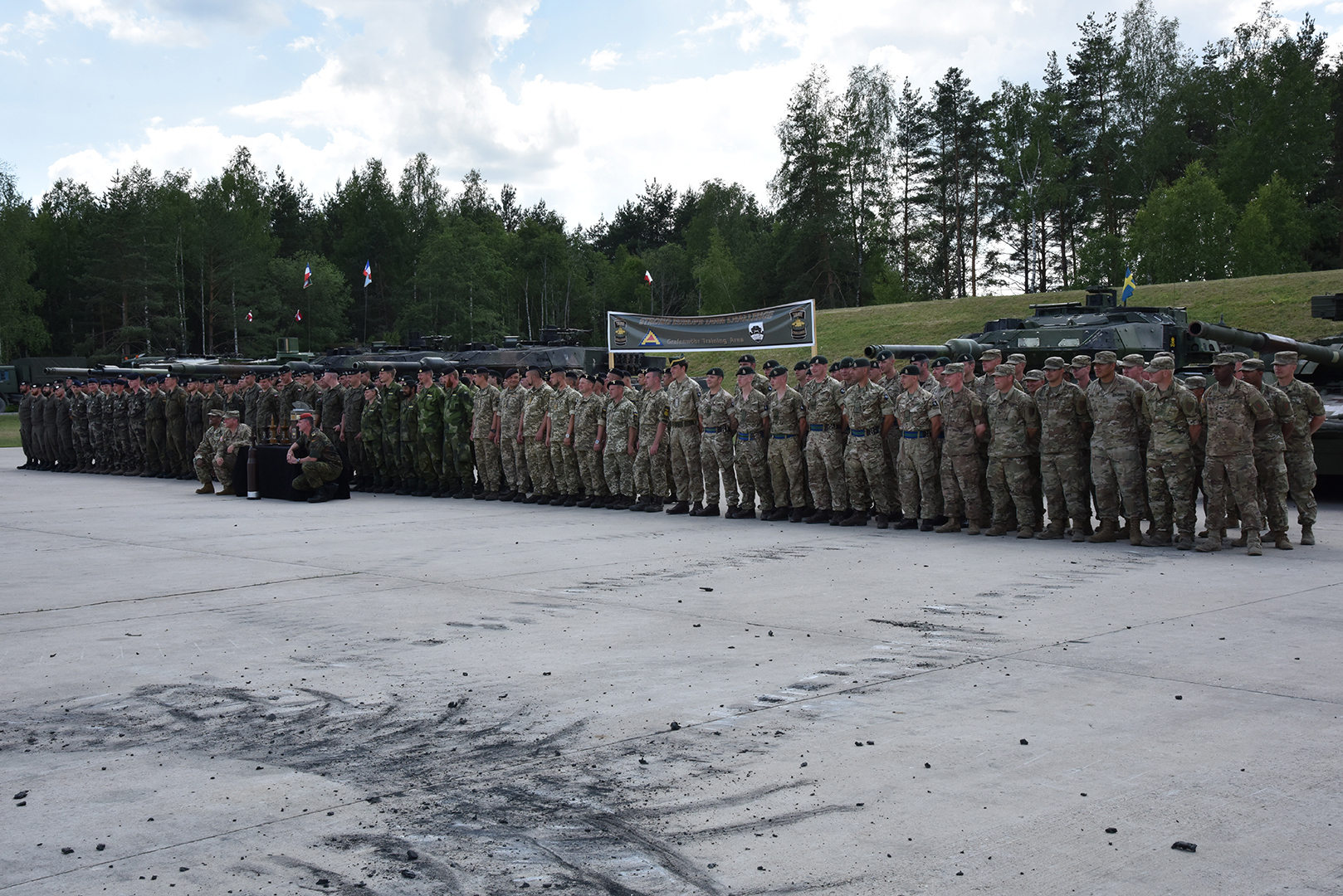
Церемонія відкриття змагань, 2018 рік

Відбулись з 1 по 6 червня. На змагання Strong Europe Tank Challenge 2018 року була заявлена участь восьми країн:
- Австрія: Leopard 2A4[14];
- Велика Британія: Challenger 2[14];
- Німеччина: дві команди на Leopard 2А6[14];
- Польща: взвод зі складу 34-ї бригади бронетанкової кавалерії, 11-ї Любуської дивізії на Leopard 2A5[14];
- Сполучені Штати Америки: дві команди на Abrams M1A2 SEP[14];
- Україна: взвод 14 ОМБр на модернізованих Т-84У «Оплот»[14];
- Франція: Leclerc[14];
- Швеція: взвод Wartofta навчальної танкової роти Скараборгського танкового полку, Stridsvagn 122 (Strv.122)[14].

Від України у змаганнях брала участь взвод 14-ї механізованої бригади на чотирьох модернізованих танках Т-84У «Оплот» (п'ятий резервний). Перед тим українська команда брала  участь у військових навчаннях «Combined Resolve X».
3 червня, у навчальному центрі Командування підготовки 7-ї армії США, (Графенвер, Німеччина), відбулась офіційна церемонія відкриття танкових змаганнях «Сильна Європа». Безпосередньо самі змагання стартували від 4 червня та складалися з 13 випробувань, що включають подолання перешкод, стрільбу, водіння на точність, наступальні та захисні операції та інше.
4 червня відбувся етап танковий взвод у наступі.
За підсумками змагань українська команда посіла останнє 8 місце.
| Місце | Загін                                                                        | Нація           | Танк          | Бали |
| ----- | ---------------------------------------------------------------------------- | --------------- | ------------- | ---- |
| 1     | 3. Kompanie, Panzerbataillon 393                                             | Німеччина       | Leopard 2A6   | 1450 |
| 2     | Взвод Wartofta навчальної танкової роти Скараборгського танкового полку      | Швеція          | Strv 122      | 1411 |
| 3     | KPE/Panzerbataillon 14                                                       | Австрія         | Leopard 2A4   | 1321 |
| 4     | The Queen’s Royal Hussars (The Queen's Own and Royal Irish)                  | Велика Британія | Challenger 2  | 1186 |
| 5     | 1er régiment de chasseurs                                                    | Франція         | Leclerc       | 1151 |
| 6     | Взвод зі складу 34-ї бригади бронетанкової кавалерії, 11-ї Любуської дивізії | Польща          | Leopard 2A5   | 1140 |
| 7     | 2-70 Armor, 2nd Brigade, 1st Infantry Division                               | США             | M1A2 SEP v2   | 1100 |
| 8     | Взвод 14 ОМБр                                                                | Україна         | Т-84У «Оплот» | 950  |

### 2019 рік

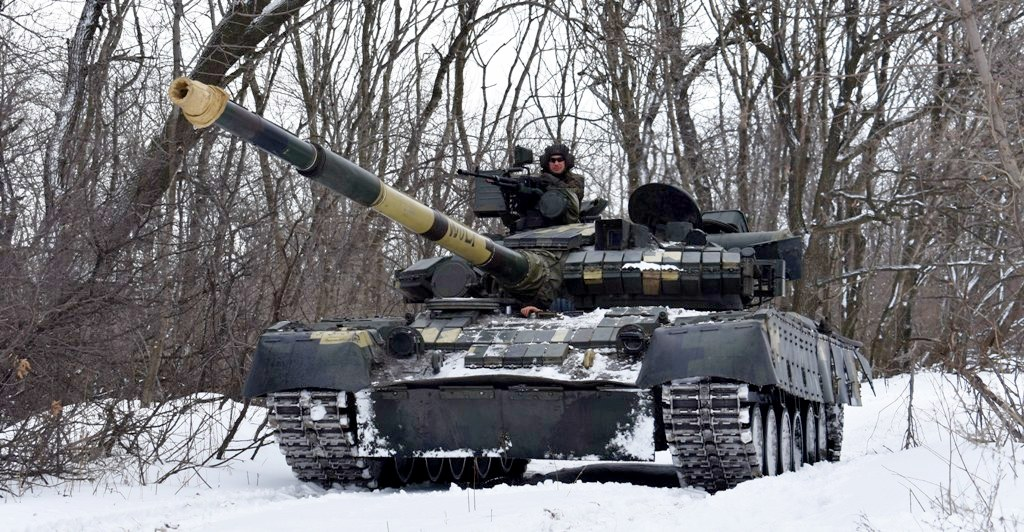
Т-80БВ зі складу 25 ОПДБр

У серпні-вересні 2018 року на Гончарівському полігоні визначили найкращий танковий взвод Збройних Сил України, який 2019 року мав представити Україну на міжнародних змаганнях у Німеччині. Після запеклої боротьби танкістів восьми команд механізованих і танкових військ (17, 24, 30, 57 бригад), десантно-штурмових військ (25, 95 бригад), морської піхоти (36 бригада) та 9 оперативного полку Національної гвардії перемогу здобув взвод 25 окремої повітрянодесантної бригади лейтенанта Ярослава Лаврієнка.
Змагання у 2019 році не проводились.

### 2020 рік
Змагання «Сильна Європа» — Strong Europe Tank Challenge 2020 року відбувалися з 31 травня по 5 червня, у Німеччині, на полігоні Командування підготовки 7-ї армії США. Організаторами змагань виступили збройні сили США, Німеччини та Данії.

### 2021 рік
Змагання Strong Europe Tank Challenge 2021, відбулися з 1 по 12 березня 2021 року у навчальному центрі Командування підготовки 7-ї армії США (Графенвер, Німеччина).
Від України у змаганнях брав участь взвод 17-ї окремої танкової Криворізької бригади імені Костянтина Пестушка, що є найкращим у Збройних Силах України.
Підготовка українських танкістів до змагань почалась восени 2020 року на базі Школи танкістів навчального центру «Десна» та на одному з полігонів Сухопутних військ. Протягом другого етапу, який розпочався 23 листопада, танкісти пройшли інтенсивний курс мовної підготовки у Львові. Третім етапом передбачено приймання техніки від ДП «Завод ім. Малишева» та її підготовка до змагань.